# Droit roumain
Le droit roumain est un droit de tradition civiliste appliqué en Roumanie.

## Sources du droit

### Constitution
L'article 1(5) de la Constitution dispose que « […] le respect de la Constitution, de sa suprématie et des lois est obligatoire ».

### Intégration euro-atlantique
La révision constitutionnelle de 2003 a introduit le titre VI relatif à l'intégration euro-atlantique.

#### Droit de l'Union européenne
La participation de la Roumanie à l'Union européenne est inscrite à l'article 148 de la Constitution. L'article 148(1) prévoit le transfert de certaines compétences à l'Union, ainsi que l'exercice en commun d'autres compétences. L'article exclut l'utilisation du référendum de l'article 90 de la Constitution.
Le paragraphe 2 de l'article 148 reconnait la primauté du droit de l'Union européenne sur le droit interne. Cependant, la Cour constitutionnelle reconnait la supériorité de la Constitution au droit de l'Union européenne et aux autres traités.

#### Participation à l'OTAN
L'article 149 dispose que la Roumanie participe à l'Organisation du traité de l'Atlantique nord. L'article dispose que la ratification du traité se fait aux deux tiers des chambres réunies du Parlement.

### Traités internationaux
L'article 11 de la Constitution concerne les relations entre le droit international et le droit interne. Les traités ratifiés par le Parlement font partie du droit interne roumain, cependant, ils ne peuvent être ratifiés que s'ils sont conformes à la Constitution. Dans le cas contraire, la Constitution devra être préalablement révisée. La Constitution dispose dont que les traités internationaux sont inférieurs à la Constitution dans le droit interne roumain.
Toutefois, la Constitution prévoit une exception à cela : les traités et pactes internationaux portant sur les droits de l'homme. Ainsi, l'article 20(1) dispose que « les dispositions constitutionnelles relatives aux droits et libertés des citoyens seront interprétées et appliquées en concordance avec la Déclaration universelle des droits de l'homme, avec les pactes et les autres traités auxquels la Roumanie est partie ». L'article 20(2) dispose que, « en cas de non-concordance entre les pactes et les traités portant sur les droits fondamentaux de l'homme auxquels la Roumanie est partie, et les lois internes, les réglementations internationales ont la primauté, sauf le cas des dispositions plus favorables prévues par la Constitution ou les lois internes ».

### Législation
L'article 67 de la Constitution dispose que l'adoption des lois, résolutions et motions, relève de la compétence de la Chambre des Députés et du Sénat lorsque la majorité de leurs membres sont présents.
Le catégories de lois sont les lois constitutionnelles, organiques et ordinaires.

### Jurisprudence
Le système légal roumain, à l'instar des autres systèmes civilistes, ne reconnaît pas la jurisprudence comme source du droit à l'exception, notable, de la jurisprudence constitutionnelle. Lorsqu'une juridiction est confrontée à une loi supposée inconstitutionnelle, elle doit surseoir à statuer et saisir la Cour constitutionnelle. Lorsque la loi en question est effectivement déclarée inconstitutionnelle elle est automatiquement abrogée (partiellement ou entièrement) et les juridictions inférieures ne peuvent plus l'appliquer.
Par ailleurs, les décisions de la plus haute juridiction de Roumanie, la Haute Cour de cassation et de justice, lient les juridictions inférieures.

## Sources
- (en) Cet article est partiellement ou en totalité issu de l’article de Wikipédia en anglais intitulé « Law of Romania » (voir la liste des auteurs).

## Compléments